# Ethon (mitológiai lény)

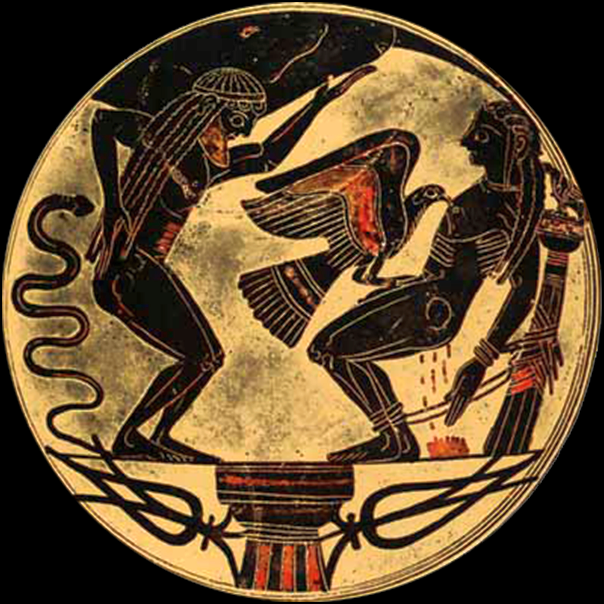
Atlasz és Prométheusz

Ethon a görög mitológiában egy gigantikus sas neve.
Prométheusz ellopta a tüzet az istenektől, és az embereknek adta. Zeusz azzal büntette a titánt, hogy a Kaukázus hegyén egy sziklához láncoltatta, ahol Ethon mindennap a máját marcangolta, ami másnap újra visszanőtt. Zeusz úgy tervezte, hogy ez harmincezer évig fog tartani, de harminc évvel később Héraklész, miközben tizenkét feladata közül a tizenegyediket végezte (almát szerzett a Heszperidák kertjéből) lelőtte a sast, és kiszabadította Prométheuszt.